# زیردریایی یو-۴۵۸
زیردریایی یو-۴۵۸ (به انگلیسی: German submarine U-458) یک زیردریایی است که طول آن ۶۷٫۱ متر (۲۲۰ فوت ۲ اینچ) می‌باشد. این زیردریایی در سال ۱۹۴۱ ساخته شد.